# Allieret militærmodtagelse - Russerdans på Rådhuspladsen - Bornholm
Allieret militærmodtagelse - Russerdans på Rådhuspladsen - Bornholm er en dansk dokumentarisk optagelse fra 1945.

## Handling
1) København takker de tre allierede styrker, England, Rusland og Amerika, med en festligholdelse på Københavns Rådhus. Minister Axel Larsen, den russiske general Fjodor Korotkov og den britiske general Dewing ankommer til rådhuset.
2) Russerdans i Muslingeskallen på Rådhuspladsen.
3) Ødelæggelserne på Bornholm: Øens tyske kommandant Gerhard von Kamptz erklærer, at han vil forsvare Bornholm til sidste mand. Russerne opfanger beskeden og sender den 7. maj bombefly ind over Rønne og Nexø. Ødelæggelserne er omfattende, dele af byerne er omdannet til ruinhobe. I Rønne er 1000 familier uden hjem. Nexø er hårdest ramt og næsten ikke til at kende igen. Henved 300 familier er blevet hjemløse. Frihedskæmperne udfører et stort og heltemodigt arbejde. Den sovjetiske besættelsesmagt går i land 9. maj. De forlader først øen igen 5. april 1946, hvorfor bornholmerne kalder denne dag for den "endelige befrielse".